# Mitjaevia bibichanae
Mitjaevia bibichanae är en insektsart som först beskrevs av Dlabola 1961.  Mitjaevia bibichanae ingår i släktet Mitjaevia och familjen dvärgstritar. Inga underarter finns listade i Catalogue of Life.